# Cyathea macropoda
Cyathea macropoda är en ormbunkeart som beskrevs av Karel Domin. Cyathea macropoda ingår i släktet Cyathea och familjen Cyatheaceae. Inga underarter finns listade.